# Synyrias noctualis
Synyrias noctualis är en fjärilsart som beskrevs av Walker 1865. Synyrias noctualis ingår i släktet Synyrias och familjen nattflyn. Inga underarter finns listade i Catalogue of Life.